# Cliché verre
Cliché verre nebo průsvit, rytina na skle, (fr.Cliché-verre, dessin sur verre pour photographie, dessin héliographique, dessin sur verre bichromaté, cliché glace, angl. photogenic drawing, hyalographie, glass print, etching on glass, něm. autographische Radierung, Diaphanradierung, Glasklischeedruck) je metoda spojující grafickou a fotoreprodukční techniku. Kresba se vyryje do osvětlené a ustálené emulze fotografické desky, ze které se kopíruje na fotografický papír.

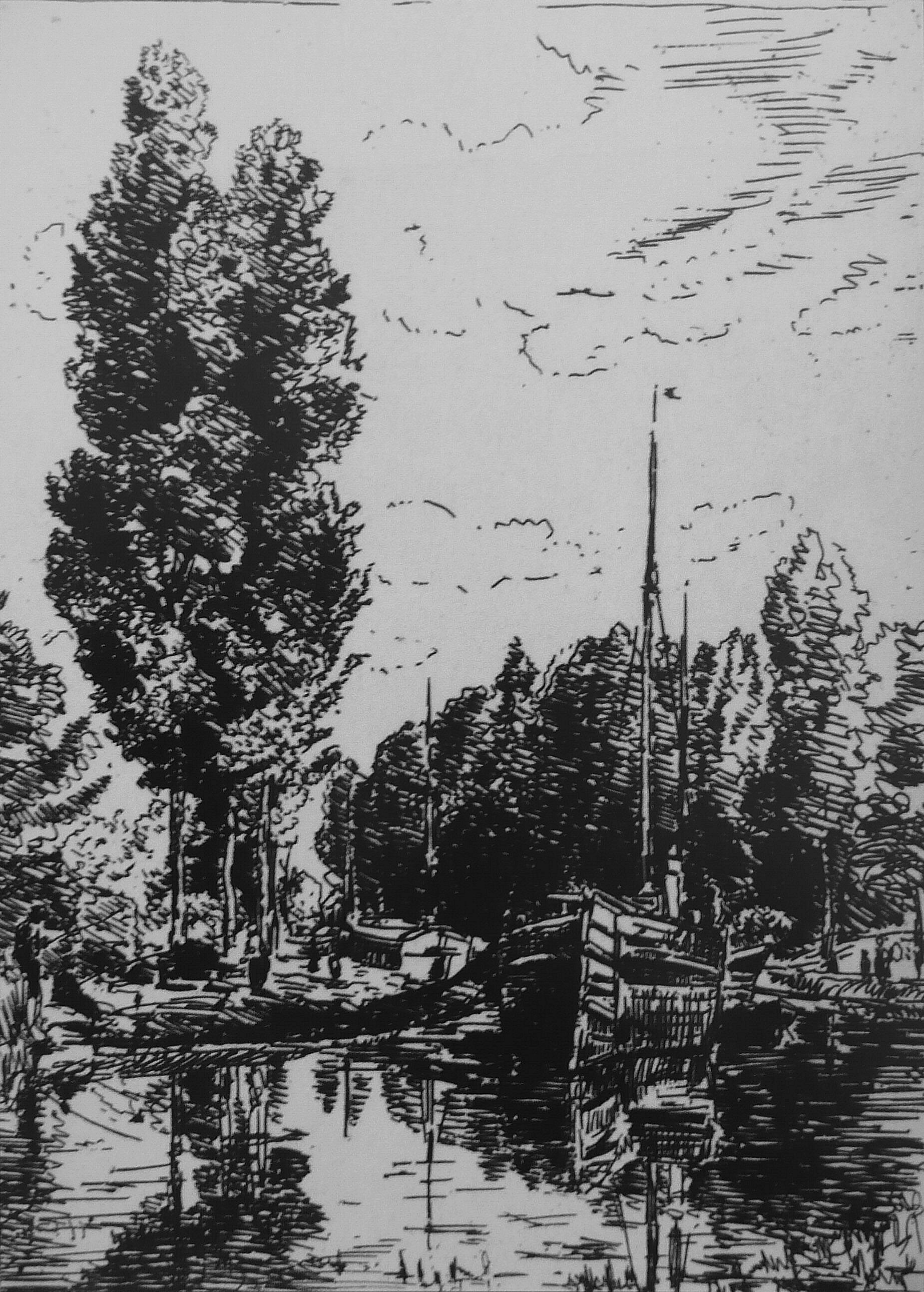
Typické cliché verre; autor: Charles Desavary

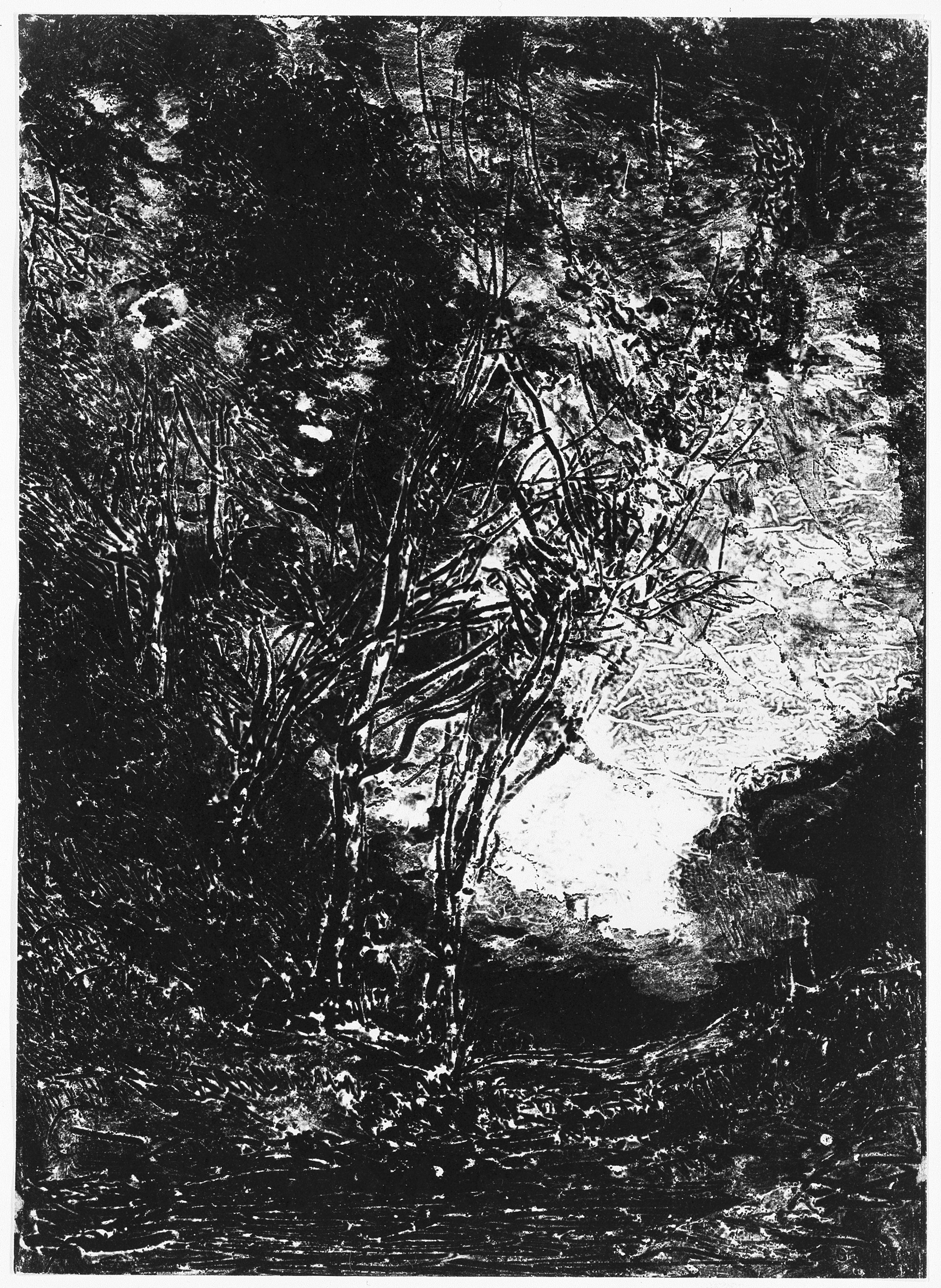
Jean-Baptiste Camille Corot, L'Embuscade, cliché-verre, 1858

## Historie
Metoda vznikla v dílně francouzského litografa a malíře Constanta Dutilleux v Arrasu, za účasti fotografa Adalberta Cuveliera, profesora kreslení Grandguillauma a litografa a fotografa Charlese Desavery, kde se s cliché verre roku 1851 seznámili téměř současně Jean-Baptiste Camille Corot a Charles-François Daubigny Po nich se touto technikou zabývali i další, zejména francouzští krajináři barbizonské školy, malíři Théodore Rousseau, Jean-François Millet, Charles Desavary. Ve 20. století experimentovali s cliché verre Picasso, Max Ernst, Paul Klee, Man Ray a Brassaï. Tím že cliché verre postrádá spontánnost čisté kresby, výtvarnou sílu grafiky nebo magickou přitažlivost fotografie, získala brzy negativní reputaci a nikdy nebyla považována za moderní ekvivalent litografie nebo leptu. Neposkytuje fotografický obrázek kresby, ale spíše jen kopii, navíc postrádající objem a prostorovou hloubku. Samotné linie nejsou reprodukovány sytými tóny ale vytvářejí pouze stínový obraz.
Za inovátora techniky ve 20. století je považován maďarsko-americký designér Gyorgy Kepes. V českých zemích se technika užívá jen ojediněle. Jedním z umělců, kteří se jí věnovali, byl Bohuslav Reynek. Všechna cliché verre Bohuslava Reynka vznikla v roce 1952 na skleněných deskách 18x24cm ve spolupráci se synem Danielem. Námětově se motivy cliché verre nikterak neliší od Reynkovy tehdejší grafické tvorby.

## Postup
Základní postup spočívá v rytí kresby do vyvolané a ustálené černé fotografické emulze na skleněné desce. Negativní průsvitná kresba je pak kontaktně překopírována na fotografický papír.
Alternativně lze užít obyčejnou skleněnou nebo plastovou tabulku pokrytou neprůhledným krytem, který se prorývá tupou jehlou nebo škrabkou, kovovým kartáčem, brusným papírem nebo žiletkou.
Někteří z žijících umělců vyvinuli techniky pro dosažení různých linií, tónů, textur a barev, experimentují s filmem ojíněným mylarem (tzv. PET film), barvou a inkoustem a celou řadou nástrojů pro malování, leptání, škrábání, drhnutí a mazání. Zajímavé efekty dosahuje Abelardo Morell, který skleněnou desku pokrývá různými inkousty a do nich otiskuje listy kapradin. Negativy pak digitalizuje skenováním a tiskne.
Za cliché verre je považována i metoda, při níž se kresba z počítače nebo fotografie vytiskne na průhledný papír a z něj pak přenese kontaktním kopírováním na fotografický papír.